# セネ
セネ （Séné、ブルトン語:Sine）は、フランス、ブルターニュ地域圏、モルビアン県のコミューン。

## 地理

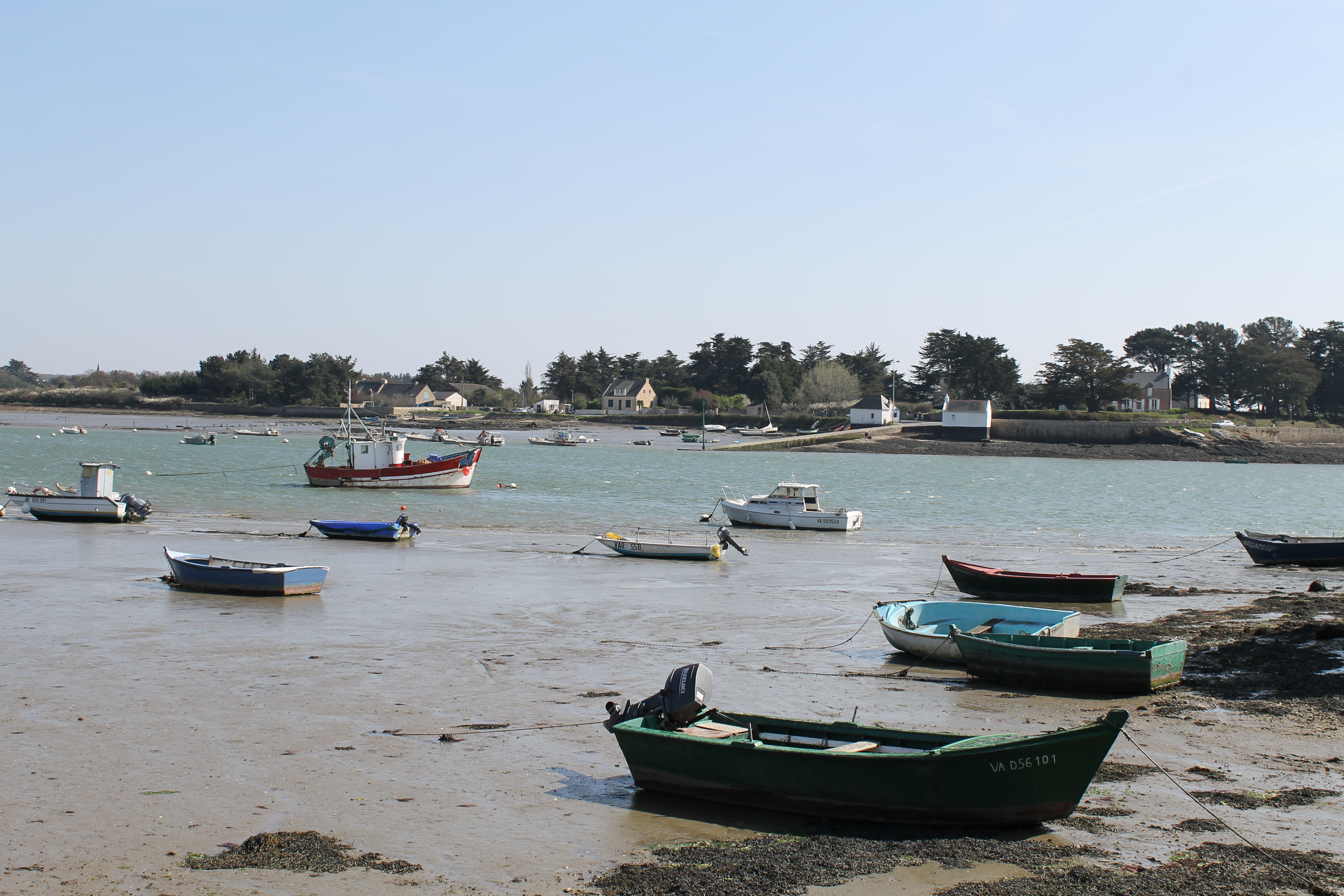
サンタルメル水道付近の干潟

モルビアン湾の奥にあるセネは、ヴァンヌの東、テの西に位置する。小さな砂浜や港のある47kmの長さの海岸線を持つ。
海にも陸にも近いためにセネ住民は農業と漁業に従事してきた。船乗りは、かつて2本の赤い帆をあげた平底船のシナゴで海に出ていた。季節に応じて湾の干潟に貝を採りに行ったり、春には罠を仕掛けて地元ではモルガと呼ぶイカ漁をしてきた。漁業は数日間かけて漁網でも行われ、キブロン湾とヴィレーヌ川河口近くのクロワジックの中間でシラスウナギ漁をする。
セネ周辺の集落では農業が行われていた。また、セネの領域には4つの島が含まれている。
かつての塩水の湿原は今は数千の渡り鳥の集まる場所となっている。

## 歴史

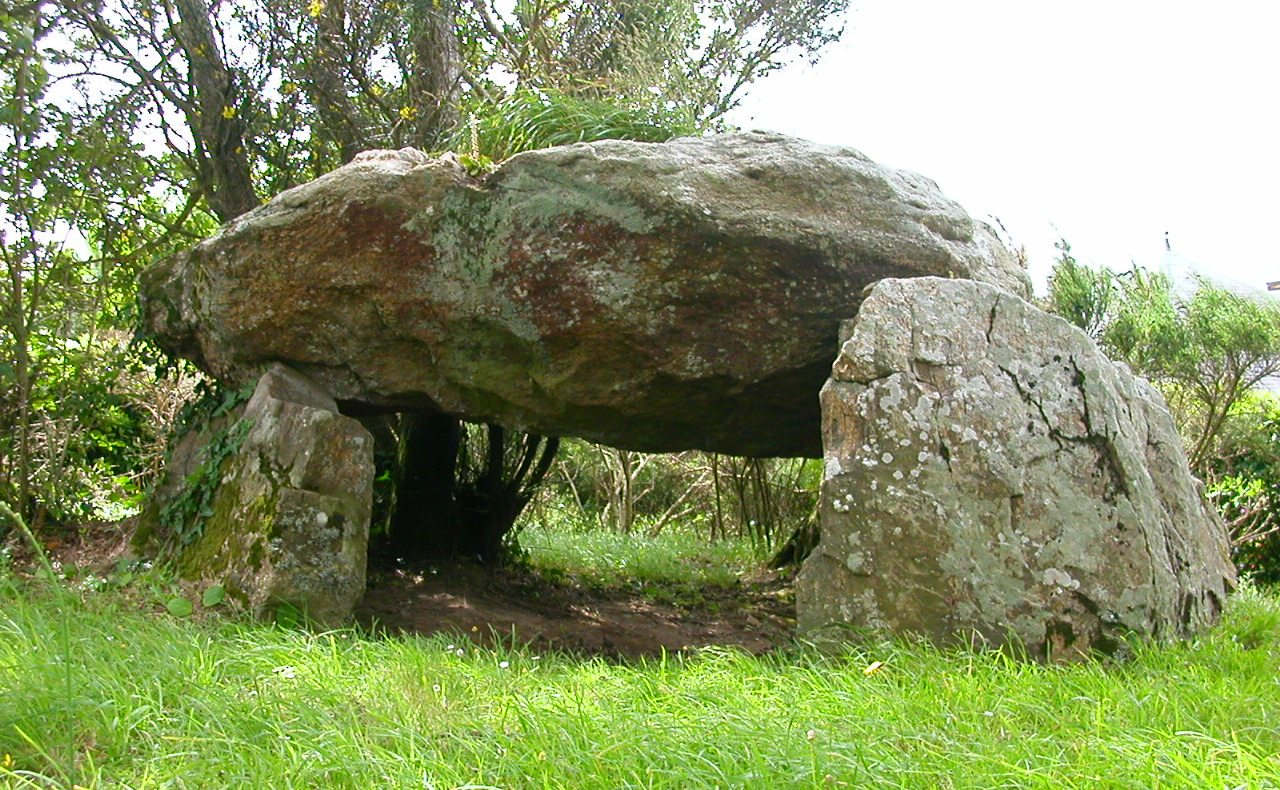
ゴルネヴェズのドルメン

セネに最初に人が定住したのは新石器時代で、ドルメンのような巨石記念物、墳丘墓がいまも見られる。
ウェネティ族がヴァンヌとなる場所に移動してきたのは紀元前5世紀である。彼らはロクマリアケールを本拠とした。紀元前56年頃、彼らは侵攻してきたローマ軍に負け、ローマは事実上アルモリカを勢力範囲に組み込んだ。ガロ＝ローマ時代の遺跡、縁取りがされたタイル、炉の跡がセネでも見つかっている。
中世、セネ北部には領主の治める土地が増加した。これはブルターニュ公国の中心であったヴァンヌとの関連である。住民の大多数は、聖職者民事基本法を代表とする革命政府の政策に失望し、王党派のシュアンヌリーを指示したが、セネ北方で行われた軍事行動に参加しなかった。1790年、セネはコミューンとなった。

## 人口統計
| 1962年 | 1968年 | 1975年 | 1982年 | 1990年 | 1999年 | 2006年 |
| ------ | ------ | ------ | ------ | ------ | ------ | ------ |
| 2353   | 2744   | 3596   | 4599   | 6180   | 7868   | 8064   |

## 言語
2006年9月、セネ議会はブルトン語の日常使用を促進するYa d'ar brezhoneg憲章を批准した。